# Danków Duży
Danków Duży – wieś sołecka w Polsce położona w województwie świętokrzyskim, w powiecie włoszczowskim, w gminie Włoszczowa.
W latach 1975–1998 miejscowość administracyjnie należała do województwa kieleckiego.

## Części wsi
| SIMC    | Nazwa          | Rodzaj    |
| ------- | -------------- | --------- |
| 0277753 | Danków-Kolonia | część wsi |
| 0277760 | Okupniki       | część wsi |
| 0277776 | Piaski         | część wsi |